# Rose Leke
Rose Gana Fomban Leke (* 13. Februar 1947) ist eine Ärztin aus Kamerun. Sie ist emeritierte Professorin für Immunologie und Parasitologie der Fakultät für Medizin und Biomedical Science an der Universität von Yaoundé (Kamerun), an der sie leitende Positionen innehatte.

## Leben
Nach Rose Lekes Aussage war sie im Alter von sechs Jahren an Malaria erkrankt. Die Auseinandersetzung mit der Krankheit, der Diagnose und der Therapie motivierte sie, einen wissenschaftlichen Weg einzuschlagen. Sie studierte in Indiana und Illinois (USA). Ihre Promotion erhielt sie 1979 an der Universität vom Montreal (Kanada).
Sie erhielt 2023 den Virchow-Preis für globale Gesundheit „für ihre herausragende und außergewöhnliche Lebensleistungen bei der Stärkung der Globalen Gesundheit, ihre Pionierarbeit in der Erforschung von Infektionskrankheiten mit dem Ziel einer malariafreien Welt und ihr unermüdliches Engagement für die Gleichstellung der Geschlechter“.

## Wirken
Ihr Forschungsschwerpunkt ist die Bekämpfung und Ausrottung von Infektionskrankheiten wie Malaria und Polio. So konnte sie unter anderem als Mitglied eines Beratungskomitee der Weltgesundheitsorganisation wesentlich zur Ausrottung von Polio in Afrika beitragen.

## Ehrungen
Für ihr wissenschaftliches und gesellschaftliches Engagement erhielt sie zahlreiche Auszeichnungen und Preise z. B.:
- Ehrenmitglied der American Society of Tropical Medicine and Hygiene (2015)[6]
- Heroine of Health Award von Women in Global Health (2018)[4]
- Virchow-Preis für globale Gesundheit (2023) der Virchow Foundation[2]
- UNESCO-L’Oréal-Preis (2024)